# 金化駅
金化駅（キムファえき、김화역）は、現在の大韓民国江原特別自治道鉄原郡に存在した金剛山電気鉄道の駅（廃駅）である。

## 歴史
- 1924年8月1日：開業[1]。
- 1950年：朝鮮戦争により廃止。

## 現況
当駅付近は軍事境界線付近の無人地区である。金化の中心部も南に移っている。